# Nuoto in acque libere ai campionati mondiali di nuoto 2019 - 5 km femminili
La 5 km di nuoto femminile si è tenuta il 17 luglio, con partenza alle ore 8:00. Ha visto alla partenza 54 atlete da 35 nazioni diverse.
La competizione è stata vinta dalla nuotatrice brasiliana Ana Marcela Cunha, mentre l'argento e il bronzo sono andati rispettivamente alla francese Aurélie Muller e alla statunitense Hannah Moore.

## Medaglie
| Posizione | Atleta            | Nazionalità |
| --------- | ----------------- | ----------- |
| Oro       | Ana Marcela Cunha | Brasile     |
| Argento   | Aurélie Muller    | Francia     |
| Bronzo    | Hannah Moore      | Stati Uniti |

## Classifica finale
| Posizione | Atleta                  | Nazione       | Tempo     |
| --------- | ----------------------- | ------------- | --------- |
| 1         | Ana Marcela Cunha       | Brasile       | 57:56.0   |
| 2         | Aurélie Muller          | Francia       | 57:57.0   |
| 3         | Hannah Moore            | Stati Uniti   | 57:58.0   |
| 3         | Leonie Beck             | Germania      | 57:58.0   |
| 5         | Rachele Bruni           | Italia        | 57:58.7   |
| 6         | Giulia Gabbrielleschi   | Italia        | 57:59.0   |
| 7         | Ashley Twichell         | Stati Uniti   | 58:00.0   |
| 8         | Hou Yawen               | Cina          | 58:00.9   |
| 9         | Lara Grangeon           | Francia       | 58:01.5   |
| 10        | María Bramont-Arias     | Perù          | 58:09.1   |
| 11        | Sharon van Rouwendaal   | Paesi Bassi   | 58:11.6   |
| 12        | Angélica André          | Portogallo    | 58:11.8   |
| 13        | Paula Ruiz              | Spagna        | 58:11.9   |
| 14        | María de Valdés Álvarez | Spagna        | 58:12.0   |
| 15        | Finnia Wunram           | Germania      | 58:12.0   |
| 16        | Špela Perše             | Slovenia      | 58:12.1   |
| 17        | Anna Olasz              | Ungheria      | 58:12.2   |
| 18        | Réka Rohács             | Ungheria      | 58:14.8   |
| 19        | Kalliopi Araouzou       | Grecia        | 58:17.2   |
| 20        | Mariia Novikova         | Russia        | 58:17.3   |
| 21        | Viviane Jungblut        | Brasile       | 58:17.4   |
| 22        | Valeriia Ermakova       | Russia        | 58:17.5   |
| 23        | Yan Siyu                | Cina          | 58:17.6   |
| 24        | Kate Sanderson          | Canada        | 58:17.7   |
| 25        | Alena Benešová          | Rep. Ceca     | 58:17.8   |
| 26        | Julia Arino             | Argentina     | 58:17.9   |
| 27        | Eva Fabian              | Israele       | 58:18.0   |
| 28        | Chantel Jeffrey         | Canada        | 58:18.1   |
| 29        | Krystyna Panchishko     | Ucraina       | 59:44.0   |
| 30        | Chloe Gubecka           | Australia     | 59:50.6   |
| 31        | Martha Sandoval         | Messico       | 59:51.3   |
| 32        | Michelle Weber          | Sudafrica     | 59:54.6   |
| 33        | Mackenzie Brazier       | Australia     | 59:56.1   |
| 34        | Justyna Burska          | Polonia       | 1:01:33.7 |
| 35        | Eden Girloanta          | Israele       | 1:01:37.1 |
| 36        | Lenka Štěrbová          | Rep. Ceca     | 1:01:39.1 |
| 37        | Liliana Hernández       | Venezuela     | 1:01:39.2 |
| 38        | Sandy Atef              | Egitto        | 1:01:39.2 |
| 39        | Paola Pérez             | Venezuela     | 1:01:39.4 |
| 40        | Karolína Balážiková     | Slovacchia    | 1:01:40.6 |
| 41        | Nataly Caldas           | Ecuador       | 1:01:41.9 |
| 42        | Robyn Kinghorn          | Sudafrica     | 1:01:50.0 |
| 43        | Maisie Macartney        | Gran Bretagna | 1:01:50.5 |
| 44        | Nip Tsz Yin             | Hong Kong     | 1:02:00.0 |
| 45        | Lourdes Sandoval        | Messico       | 1:02:00.5 |
| 46        | Ban Seon-jae            | Corea del Sud | 1:04:26.9 |
| 47        | Wong Cho Ying           | Hong Kong     | 1:04:39.3 |
| 48        | Lee Jeong-min           | Corea del Sud | 1:04:47.0 |
| 49        | Mariya Fedotova         | Kazakistan    | 1:06:24.0 |
| 50        | Yanci Vanegas           | Guatemala     | 1:06:24.4 |
| 51        | Ana Abad                | Ecuador       | 1:07:09.3 |
| 52        | Camila Mercado          | Bolivia       | 1:11:17.4 |
| 53        | Merle Liivand           | Estonia       | 1:11:19.5 |
| 54        | Genesis Rojas           | Costa Rica    | 1:12:55.7 |